# Yucca Valley
Yucca Valley – miasto w Stanach Zjednoczonych położone w południowej części hrabstwa San Bernardino w Kalifornii. Liczba mieszkańców 16 865 (2000). Szacowana liczba mieszkańców w 2008 roku - 25 500.
Yucca Valley graniczy od zachodu z górami San Bernardino oraz od południa z Parkiem Narodowym Joshua Tree. Położona ok. 1000 m n.p.m. miejscowość charakteryzuje się łagodnym klimatem.